# Grand Prix Monaka 2003

Grand Prix Monaka LXI Grand Prix Automobile de Monaco
- 1. červen 2003
- Okruh Monte Carlo
- 78 kol x 3,370 km = 262,860 km
- 704. Grand Prix
- 2. vítězství Juana Pabla Montoyi
- 109. vítězství pro Williams

## Výsledky

### Pořadí v cíli
| Pozice | Jezdec                | Vůz              | Čas         |
| ------ | --------------------- | ---------------- | ----------- |
| 1      | Juan Pablo Montoya    | Williams FW25    | 1h42:19,010 |
| 2      | Kimi Räikkönen        | McLaren MP 4/17D | á 0:00:602  |
| 3      | Michael Schumacher    | Ferrari F2003-GA | á 0:01:720  |
| 4      | Ralf Schumacher       | Williams FW25    | á 0:28:518  |
| 5      | Fernando Alonso       | Renault R 23     | á 0:36:251  |
| 6      | Jarno Trulli          | Renault R 23     | á 0:40:972  |
| 7      | David Coulthard       | McLaren MP 4/17D | á 0:41:227  |
| 8      | Rubens Barrichello    | Ferrari F2003-GA | á 0:53:266  |
| 9      | Cristiano da Matta    | Toyota TF 103    | á 1 kolo    |
| 10     | Giancarlo Fisichella  | Jordan EJ 13     | á 1 kolo    |
| 11     | Nick Heidfeld         | Sauber C 22      | á 2 kola    |
| 12     | Ralph Firman          | Jordan EJ 13     | á 2 kola    |
| 13     | Olivier Panis         | Toyota TF 103    | á 4 kola    |
| Kolo   | Odstoupili            | -                | -           |
| 63     | Jacques Villeneuve    | BAR 005          | Motor       |
| 29     | Justin Wilson         | Minardi PS 04 B  | Tlak paliva |
| 28     | Jos Verstappen        | Minardi PS 03    | Tlak paliva |
| 16     | Mark Webber           | Jaguar R4        | Motor       |
| 10     | Antonio Pizzonia      | Jaguar R4        | Elektrika   |
| 0      | Heinz-Harald Frentzen | Sauber C 22      | Havárie     |
| *      | Nestartoval           | -                | -           |
| *      | Jenson Button         | BAR 005          | havárie     |

### Nejrychlejší kolo
- Kimi RAIKKONEN  McLaren Mercedes 	1'14,545 - 161.299 km/h

### Vedení v závodě
- 1-20 kolo Ralf Schumacher
- 21-22 kolo Juan Pablo Montoya
- 23-24 kolo Kimi Räikkönen
- 25-26 kolo Jarno Trulli
- 27-30 kolo Michael Schumacher
- 31-48 kolo Juan Pablo Montoya
- 49-52 kolo Kimi Räikkönen
- 53-58 kolo Michael Schumacher
- 59-78 kolo Juan Pablo Montoya

### Postavení na startu
- červeně -
- zeleně – Startoval z posledního místa pro nepovolené esence

| 1. řada  | 1                     | 2                    |
|          | Ralf Schumacher       | Kimi Raikkonen       |
|          | Williamsi             | McLaren              |
|          | 1'15,259              | 1'15,295             |
| 2. řada  | 3                     | 4                    |
|          | Juan Pablo Montoya    | Jarno Trulli         |
|          | Williams              | Renault              |
|          | 1'15.415              | 1'15.500             |
| 3. řada  | 5                     | 6                    |
|          | Michael Schumacher    | David Coulthard      |
|          | Ferrari               | McLaren              |
|          | 1'15.644              | 1'15.700             |
| 4. řada  | 7                     | 8                    |
|          | Rubens Barrichello    | Fernando Alonso      |
|          | Ferrari               | Renault              |
|          | 1'15.820              | 1'15.844             |
| 5. řada  | 9                     | 10                   |
|          | Mark Webber           | Cristiano da Matta   |
|          | Jaguar                | Toyota               |
|          | 1'16.237              | 1'16.744             |
| 6. řada  | 11                    | 12                   |
|          | Jacques Villeneuve    | Giancarlo Fisichella |
|          | BAR                   | Jordan               |
|          | 1'16.755              | 1'16.967             |
| 7. řada  | 13                    | 14                   |
|          | Antonio Pizzonia      | Nick Heidfeld        |
|          | Jaguar                | Sauber               |
|          | 1'17.103              | 1'17.176             |
| 8. řada  | 15                    | 16                   |
|          | Heinz-Harald Frentzen | Ralph Firman         |
|          | Sauber                | Jordan               |
|          | 1'17.402              | 1'17.452             |
| 9. řada  | 17                    | 18                   |
|          | Olivier Panis         | Jos Verstappen       |
|          | Toyota                | Minardi              |
|          | 1'17.464              | 1'18.706             |
| 10. řada | 19                    | 20                   |
|          | Justin Wilson         | -                    |
|          | Minardi               | -                    |
|          | 1'20.063              | -                    |
| -------- | --------------------- | -------------------- |

### Zajímavosti
- Michael Schumacher jezdil 3850 kol v čele závodu
- Michael Schumacher po 47 na 2 místě v cíli.